# Por montañas y praderas

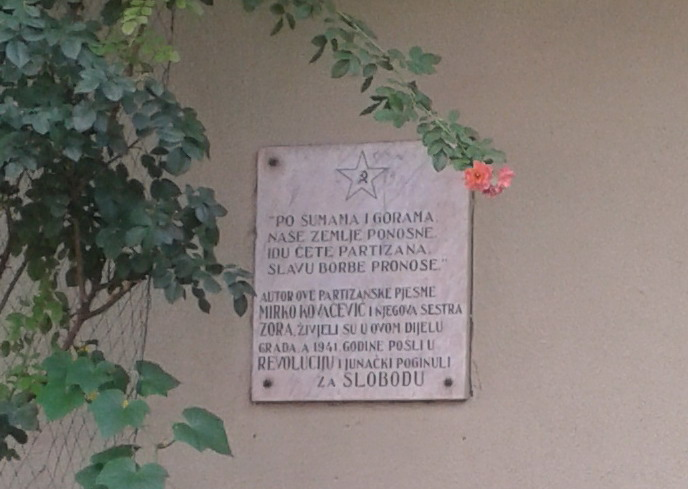
Placa conmemorativa en Banja Luka a Mirko Kovačević y su hermana Zora, autores de la letra de la canción "Por montañas y praderas"

Por montañas y praderas (serbo-croata: Po šumama i gorama Alfabeto cirílico: По шумама и горама) es un himno partidista. Fue usada por el Ejército Rojo durante la Guerra Civil Rusa, y posteriormente por los partisanos yugoslavos y soviéticos durante la Segunda Guerra Mundial. 
La melodía original de este himno corresponde a la "Marcha de los fusileros siberianos" (Alfabeto cirílico:Марш сибирских стрелков)" himno utilizado por el Movimiento Blanco durante la Guerra Civil Rusa
En 1969, la banda chilena Quilapayún publicó en su álbum Basta una versión en español de dicha canción.

## Origen histórico
Tras la firma de la "orden de paz" por el gobierno soviético en 1917, que declaró la retirada de Rusia de la Primera Guerra Mundial, seguida por la desmovilización de las tropas en todos los frentes, las catorce naciones, incluyendo las grandes potencias Europa y los Estados Unidos, invadieron el país para apoyar al Ejército Blanco. En agosto de 1918 ocuparon casi tres cuartas partes del antiguo Imperio ruso. El Imperio del Japón, un país aliado con Francia y Reino Unido se unió a la contienda el 23 de agosto de 1914; sus objetivos expansionistas del Lejano Oriente de Rusia son viejos (véase: Guerra ruso-japonesa): la guerra civil le dio una excusa para invadir la región (abril de 1918) empezando por el estratégico puerto de Vladivostok. Un gobierno colonial se instaló y en 1920 la guarnición extranjera era de 70.000 soldados japoneses y civiles a lo largo de toda la costa del Pacífico y el norte de la isla de Sajalín. Una fuerza expedicionaria estadounidense (la fuerza expedicionaria de siberia), se mantuvo - con no muy buenos resultados - en la región desde septiembre de 1918 hasta abril de 1920. Batallones de franceses, británicos y canadienses también contribuyen brevemente para apoyar a los japoneses. Debido a las dificultades de comunicación y a la guerra que asolaba al occidente de Rusia, los soldados de León Trotski tomaron tiempo para apoderarse de la costa del Pacífico. En abril de 1920 una república socialista fue creada en el Lejano Oriente por los bolcheviques. Las ofensivas de agosto eliminaron a la hetman de la Semenovde Ussuri Grigori en su fortaleza de Chitá. Sin embargo, un ataque combinado de las tropas blancas y japonesas lejos otra vez la ciudad, que se representa en la república de los hombres de Ieronim Ouborevitch, comandante del Ejército Rojo que 25 de octubre de 1922, marcando el final de facto Guerra Civil Rusa. La canción se empezó a denominar "Po šumama i gorama", los acontecimientos contemporáneos (1918-1922), que celebra las hazañas de los partidarios de la región de Primorie, atravesada por el río Amur, ha quedado como el símbolo de la lucha del pueblo ruso contra los ejércitos blancos y los extranjeros. La canción de los partisanos del Amur es todo parte del repertorio tradicional del Coro del Ejército Rojo.

## Letras
| Serbocroata Po šumama i gorama naše zemlje ponosne idu čete partizana, Slavu borbe pronose! Neka čuje dušman kleti krvavi se vodi rat, Prije ćemo mi umrijeti Nego svoje zemlje dat'! Kaznit ćemo izdajice, Oslobodit narod svoj, Kazat ćemo cijelom svijetu Kak se bije ljuti boj! Crne horde nas ne plaše, Krv herojska u nas vri, Mi ne damo zemlje naše Da je gaze fašisti! | Ruso По долинам и по взгорьям Шла дивизия вперед, Чтобы с бою взять Приморье Белой армии оплот. Наливалися знамена Кумачом последних ран, Шли лихие эскадроны Приамурских партизан. Этих лет не смолкнет слава, Не померкнет никогда, Партизанские отряды Занимали города. И останутся как в сказке, Как манящие огни, Штурмовые ночи Спасска, Волочаевские дни. Разгромили атаманов, Разогнали воевод, И на Тихом океане Свой закончили поход. | Ruso (translit.) Po dolinam y po vzgoryam Po dolinam i po vzgoryam shla diviziya vperyod, shtoby z boyem vzyat' primorye, Byeloi Armii aplot. Nalivalisya znamyona, kumachom paslednikh ran, shli likhiye eskadrony priamurskikh partizan. Etikh lyet nye smolknit slava, nye pamerknit nikagda: partizanskiye otryadi zanimali garada. I ostanutsya kak f skaskye, kak manyashchiye agni: Shturmovýe nochi Spaska, Volochayevskiye dni. Razgromili atamanov, razognali voyevod, i na Tikhom Okeane svoi zakontshili pakhod. | Adaptación en español Por montañas y praderas avanza la división, al asalto va a tomarse la enemiga posición. Rojo el bosque de banderas en la marcha rumbo al sur: son los obreros en armas, partisanos del Amur. La gloria de esos combates no se apagará jamás. ¡Adelante camaradas los echaremos al mar! Quedará en la leyenda de esta guerra, este volcán, los días de Balachayevka, los soldados del Soviet. Se acabaron los bandidos, se acabó la intervención, nuestra marcha ha terminado ¡Viva la Revolución! |

La versión en español corresponde a la agrupación chilena Quilapayún, y pertenece al álbum Basta de 1969.